# مذبذب الموجة الراجعة

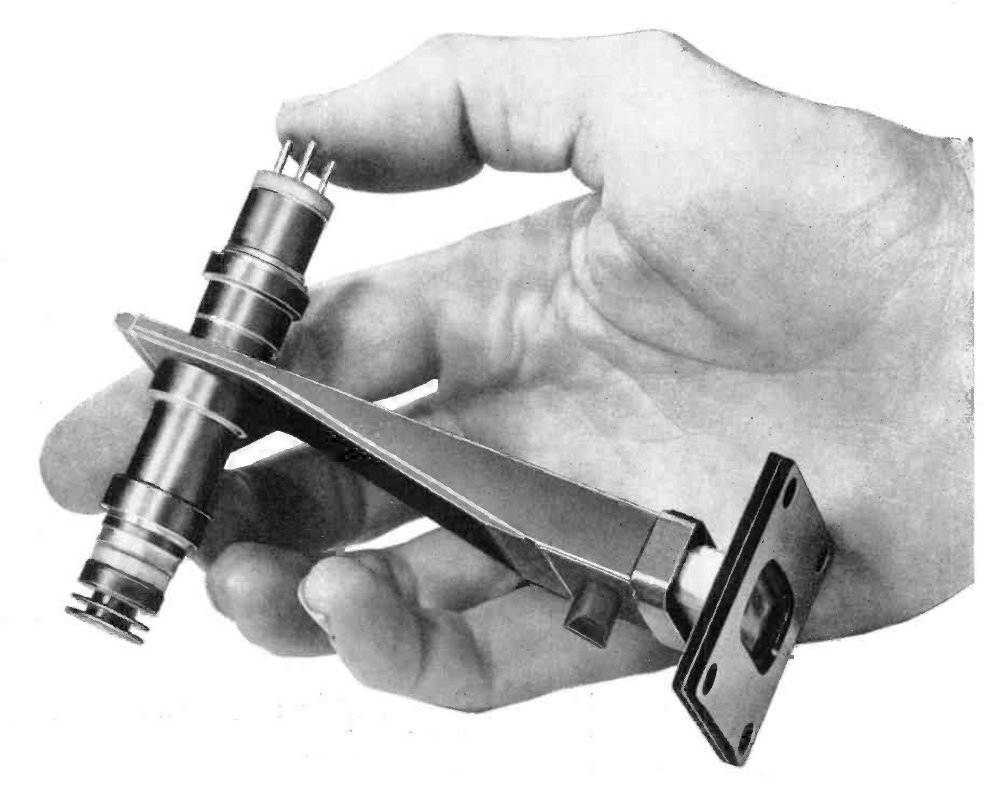
أنبوب مذبذب موجي خلفي مصغر من النوع O أنتجته شركة فاريان في عام 1956. يمكن ضبط الجهد على نطاق 8.2 - 12.4 جيجا هرتز ويتطلب جهد إمداد 600 فولت.

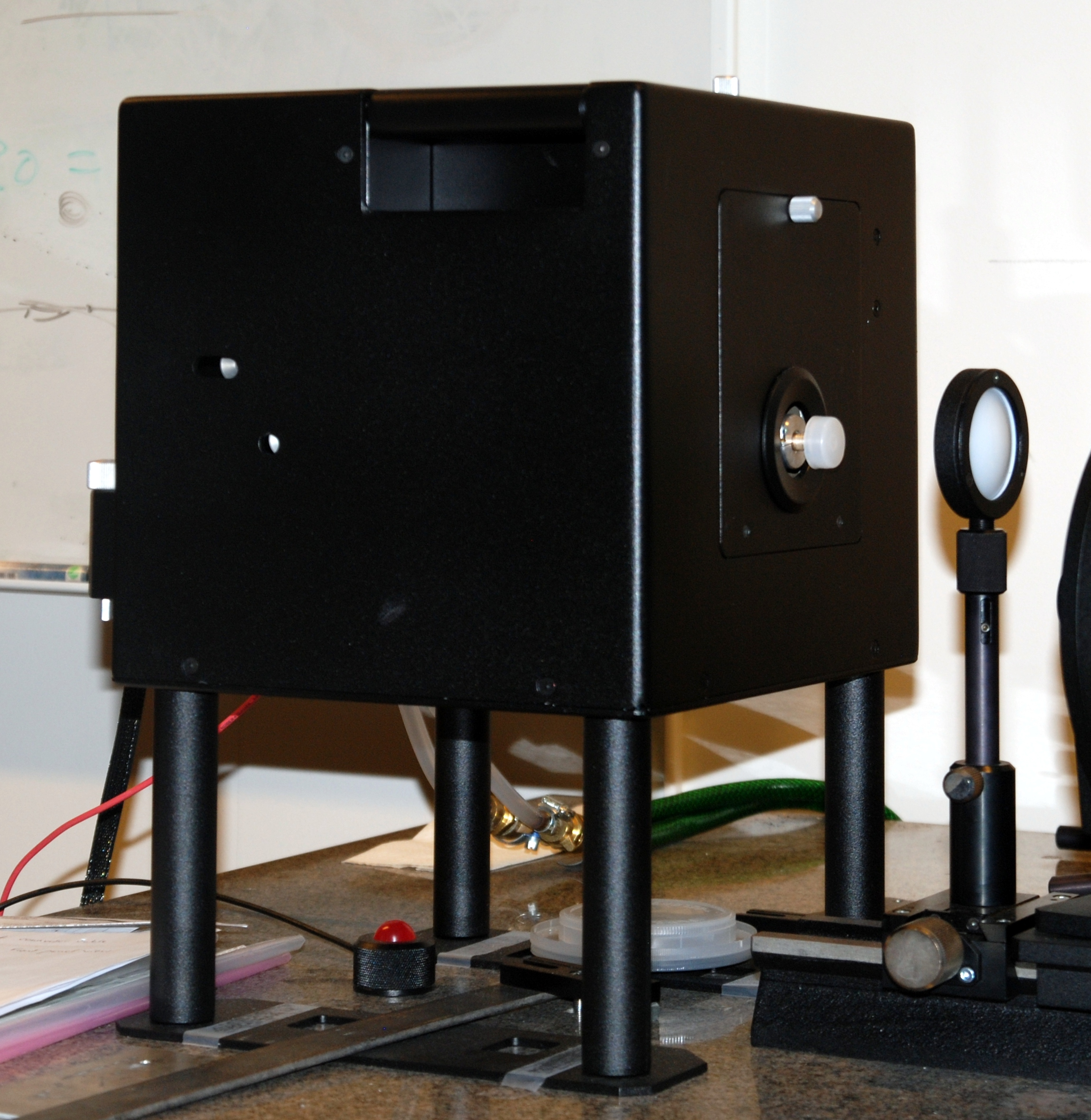
مذبذب الموجة الخلفية بجامعة ستوكهولم يعمل في نطاق تيراهيرتز

مذبذب الموجة العكسية (بالإنجليزية: carcinotron) ويسمى أيضاً مذبذب الموجة الراجعة، أو أنبوب الموجة الخلفية وهو الاسم التجاري للأنابيب المصنعة بواسطة شركة طومسون-سي إس إف، ومجموعة تاليس)، فهو عبارة عن أنبوب مفرغ يستخدم لتوليد الموجات الدقيقة حتى نطاق تيراهيرتز. ينتمي إلى عائلة أنبوب الموجة المتنقلة، فهو مذبذب بنطاق ضبط إلكتروني واسع.
يولد مدفع الإلكترون شعاعًا إلكترونيًا يتفاعل مع بنية الموجة البطيئة. إنه يحافظ على التذبذبات من خلال نشر موجة متنقلة للخلف مقابل الحزمة. قوة الموجة الكهرومغناطيسية المتولدة لها سرعة مجموعتها موجهة بشكل معاكس لاتجاه حركة الإلكترونات. تقترن طاقة الخرج بالقرب من مسدس الإلكترون.
يحتوي على نوعين فرعيين رئيسيين، النوع M (مذبذب الموجة الراجعة من النوع M)، والأقوى، والنوع O (مذبذب الموجة الراجعة من النوع O). عادة ما تكون طاقة الخرج من النوع O في حدود 1 ميغاواط عند 1000 جيجاهرتز إلى 50 ميغاواط بسرعة 200 جيجاهرتز . تستخدم الكارسينوترونات كمصادر ميكروويف قوية ومستقرة. نظرًا للجبهة الموجية ذات الجودة العالية التي ينتجونها (انظر أدناه)، فإنهم يجدون استخدامها كإضاءة في تصوير التيراهيرتز.
تم عرض مذبذبات الموجة الخلفية في عام 1951، من النوع M بواسطة برنارد إبسزتين  والنوع O بواسطة رودولف كومبفنر . إن مذبذب الموجة الراجعة من النوع M عبارة عن استقراء غير رنيني يتم التحكم فيه بالجهد للتفاعل المغنطروني. كلا النوعين قابلان للضبط على نطاق واسع من الترددات من خلال تغيير الجهد المتسارع. يمكن اجتياحها عبر النطاق بسرعة كافية لتبدو وكأنها تشع عبر النطاق بأكمله في وقت واحد، مما يجعلها مناسبة للتشويش الفعال للرادار، والضبط بسرعة على تردد الرادار. سمحت الكارسينوترونات لأجهزة التشويش على الرادار المحمولة جواً بأن تكون فعالة للغاية. ومع ذلك، يمكن للرادارات ذات التردد الخفيف أن تقفز الترددات بالسرعة الكافية لإجبار جهاز التشويش على استخدام وابل التشويش، مما يؤدي إلى إضعاف طاقة الخرج على نطاق عريض وإضعاف فعاليته بشكل كبير.
تُستخدم الكارسينوترونات في التطبيقات البحثية والمدنية والعسكرية. على سبيل المثال، استخدم المستشعر السلبي التشيكوسلوفاكي كوباك وأنظمة الكشف عن الدفاع الجوي لمستشعر رامونا السلبي مواد مسرطنة في أنظمة الاستقبال الخاصة بهم.

## مبدأ اساسي

مخطط المفهوم. تنتقل الإشارات من الإدخال إلى الإخراج كما هو موضح في النص داخل الصورة.

تعمل جميع أنابيب الموجات المتحركة بنفس الطريقة العامة، وتختلف بشكل أساسي في تفاصيل بنائها. يعتمد المفهوم على دفق ثابت من الإلكترونات من مدفع إلكترون ينتقل إلى أسفل مركز الأنبوب (انظر مخطط المفهوم المجاور). إن إحاطة شعاع الإلكترون نوع من إشارات مصدر التردد اللاسلكي؛ في حالة كليسترون التقليدي، يكون هذا تجويفًا رنانًا يتم تغذيته بإشارة خارجية، بينما توجد في الأجهزة الحديثة سلسلة من هذه التجاويف أو سلك معدني حلزوني يتم تغذيته بنفس الإشارة.
أثناء انتقال الإلكترونات عبر الأنبوب، تتفاعل مع إشارة التردد اللاسلكي. تنجذب الإلكترونات إلى المناطق ذات أقصى قدر من التحيز الإيجابي ويتم صدها من المناطق السلبية. يؤدي هذا إلى تجمع الإلكترونات أثناء صدها أو انجذابها بطول الأنبوب، وهي عملية تُعرف باسم تعديل السرعة . تجعل هذه العملية شعاع الإلكترون يتخذ نفس الهيكل العام للإشارة الأصلية ؛ تطابق كثافة الإلكترونات في الحزمة السعة النسبية لإشارة التردد اللاسلكي في نظام الحث. تيار الإلكترون هو دالة لتفاصيل البندقية، وعمومًا يكون أقوى بأعداد من إشارة دخل التردد الراديوي. والنتيجة هي إشارة في حزمة الإلكترون هي نسخة مكبرة من إشارة التردد الراديوي الأصلية.
أثناء تحرك الإلكترونات، فإنها تحفز مجالًا مغناطيسيًا في أي موصل قريب. يسمح هذا باستخراج الإشارة المضخمة الآن. في أنظمة مثل المغنطرون أو كليسترون، يتم تحقيق ذلك من خلال تجويف طنين آخر. في التصميمات الحلزونية، تحدث هذه العملية بطول الأنبوب بالكامل، مما يعزز الإشارة الأصلية في الموصل الحلزوني. تكمن «مشكلة» التصميمات التقليدية في أن لديها عرض نطاق ضيق نسبيًا ؛ ستعمل التصميمات التي تعتمد على الرنانات مع الإشارات في حدود 10٪ أو 20٪ من تصميمها، حيث أن هذا مدمج فعليًا في تصميم الرنان، في حين أن تصميمات الحلزون لها نطاق ترددي أوسع بكثير، ربما 100٪ على جانبي ذروة التصميم.

## مذبذب الموجة الراجعة
تم تصميم مذبذب الموجة الراجعة بطريقة مشابهة لتلك الحلزونية تي دبليو تي (TWT). ومع ذلك، بدلاً من انتشار إشارة التردد الراديوي في نفس الاتجاه (أو ما شابه) مثل حزمة الإلكترون، تنتقل الإشارة الأصلية بزوايا قائمة للحزمة. يتم تحقيق ذلك عادةً عن طريق حفر حفرة من خلال دليل موجي مستطيل وإطلاق الحزمة من خلال الفتحة. ثم يمر الدليل الموجي من خلال دوران للزاوية اليمنى، مكونًا شكل C ويعبر الحزمة مرة أخرى. يتكرر هذا النمط الأساسي على طول الأنبوب بحيث يمر الدليل الموجي عبر الحزمة عدة مرات، مكونًا سلسلة من الأشكال S.
تدخل إشارة التردد الراديوي الأصلية مما قد يكون الطرف البعيد لـ تي دبليو تي، حيث سيتم استخراج الطاقة. يتسبب تأثير الإشارة على الحزمة المارة في نفس تأثير تعديل السرعة، ولكن بسبب اتجاه إشارة التردد اللاسلكي وخصائص الدليل الموجي، ينتقل هذا التعديل للخلف على طول الحزمة، بدلاً من الأمام. يصل هذا الانتشار، الموجة البطيئة، إلى الفتحة التالية في الدليل الموجي المطوي تمامًا كما تفعل نفس المرحلة من إشارة التردد اللاسلكي. هذا يسبب تضخيمًا تمامًا مثل تي دبليو تي التقليدية.
في تي دبليو تي التقليدية، يجب أن تكون سرعة انتشار الإشارة في نظام الحث مماثلة لسرعة الإلكترونات في الحزمة. هذا مطلوب حتى تصطف مرحلة الإشارة مع الإلكترونات المجمعة أثناء مرورها للمحثات. يضع هذا قيودًا على اختيار الأطوال الموجية التي يمكن للجهاز تضخيمها، بناءً على البناء المادي للأسلاك أو غرف الرنين.
ليس هذا هو الحال في مذبذب الموجة الراجعة، حيث تقوم الإلكترونات بتمرير الإشارة بزوايا قائمة وتكون سرعة انتشارها مستقلة عن إشارة الإدخال. يضع الدليل الموجي المعقد السربنتين قيودًا صارمة على عرض النطاق الترددي لإشارة الإدخال، بحيث يتم تشكيل موجة ثابتة داخل الدليل. لكن سرعة الإلكترونات محدودة فقط من خلال الفولتية المسموح بها المطبقة على مدفع الإلكترون، والتي يمكن تغييرها بسهولة وبسرعة. وهكذا يأخذ مذبذب الموجة الراجعة تردد إدخال واحد وينتج نطاقًا واسعًا من ترددات الخرج.

## كارسينوترون

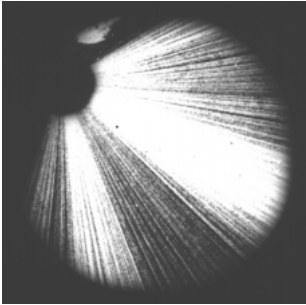
تُظهر هذه الصورة تأثير أربع طائرات حاملة للسرطان على رادار نبضي نموذجي من خمسينيات القرن الماضي. تقع الطائرات في الموقعين 4 و 5:30 تقريبًا. تمتلئ الشاشة بالضوضاء في أي وقت يمر فيه الفص الرئيسي للهوائي أو الفصوص الجانبية بجهاز التشويش، مما يجعل الطائرة غير مرئية.

أطلق على الجهاز في الأصل اسم كارسينوترون (بالإنجليزية: carcinotron) لأنه يشبه السرطان لأنظمة الرادار الموجودة. ببساطة عن طريق تغيير جهد الإمداد، يمكن للجهاز أن ينتج أي تردد مطلوب عبر نطاق أكبر بكثير مما يمكن أن يتطابق مع أي مضخم ميكروويف موجود - عمل مغنطرون التجويف بتردد واحد تحدده الأبعاد الفيزيائية لمرناناتها، وأثناء كليسترون تضخيم إشارة خارجية، إلا أنها فعلت ذلك بكفاءة ضمن نطاق صغير من الترددات.
في السابق، كان التشويش على الرادار عملية معقدة وتستغرق وقتًا طويلاً. كان على المشغلين الاستماع إلى الترددات المحتملة المستخدمة، وإنشاء بنك لمكبرات الصوت على هذا التردد، ثم البدء في البث. عندما أدركت محطة الرادار ما كان يحدث، قاموا بتغيير تردداتهم وستبدأ العملية مرة أخرى. في المقابل، يمكن أن يمسح الكارسينوترون جميع الترددات الممكنة بسرعة كبيرة بحيث يبدو أنه إشارة ثابتة على جميع الترددات في وقت واحد. يمكن أن تولد التصميمات النموذجية مئات أو آلاف الواط منخفضة، لذلك عند أي تردد واحد، قد يكون هناك بضع واط من الطاقة التي تستقبلها محطة الرادار. ومع ذلك، في المدى البعيد، تكون كمية الطاقة من بث الرادار الأصلي الذي يصل إلى الطائرة بضعة واط فقط على الأكثر، لذلك يمكن أن يتغلب الكارسينوترون عليها.
كان النظام قويًا لدرجة أنه وجد أن مادة الكارسينوترون التي تعمل على متن طائرة ستبدأ في أن تكون فعالة حتى قبل أن ترتفع فوق أفق الرادار . أثناء اجتيازه للترددات، كان يبث على تردد تشغيل الرادار في أوقات عشوائية بشكل فعال، وملء الشاشة بنقاط عشوائية في أي وقت يتم فيه توجيه الهوائي بالقرب منه، ربما 3 درجات على جانبي الهدف. كان هناك العديد من النقاط لدرجة أن الشاشة ملأت ببساطة بالضوضاء البيضاء في تلك المنطقة. مع اقترابها من المحطة، ستبدأ الإشارة أيضًا في الظهور في الفصوص الجانبية ‏ للهوائي، مما يخلق مناطق أخرى تم طمسها بالضوضاء. من مسافة قريبة، بترتيب 100 ميل (160 كـم)، فسيتم ملء شاشة الرادار بالكامل بالضوضاء، مما يجعلها عديمة الفائدة.
كان المفهوم قوياً للغاية مثل جهاز التشويش لدرجة أن هناك مخاوف جدية من أن الرادارات الأرضية قد عفا عليها الزمن. تتمتع الرادارات المحمولة جواً بميزة أنها يمكن أن تقترب من الطائرة التي تحمل جهاز التشويش، وفي النهاية، فإن الناتج الضخم من جهاز الإرسال الخاص بها سوف «يحترق» من خلال التشويش. ومع ذلك، اعتمدت معترضات العصر على اتجاه الأرض للوصول إلى المدى، باستخدام الرادارات الأرضية. كان هذا يمثل تهديدًا هائلاً لعمليات الدفاع الجوي.
بالنسبة للرادارات الأرضية، تم حل التهديد في النهاية بطريقتين. الأول هو أنه تم ترقية الرادارات للعمل على العديد من الترددات المختلفة والتبديل فيما بينها بشكل عشوائي من نبضة إلى نبضة، وهو مفهوم يُعرف الآن باسم خفة الحركة الترددية . لم يتم استخدام بعض هذه الترددات مطلقًا في وقت السلم، وكانت سرية للغاية، على أمل ألا يعرفها جهاز التشويش في زمن الحرب. لا يزال بإمكان الكارسينوترون أن يكتسح النطاق بأكمله، ولكن بعد ذلك سوف يبث على نفس التردد مثل الرادار فقط في أوقات عشوائية، مما يقلل من فعاليته. كان الحل الآخر هو إضافة أجهزة استقبال سلبية مثلثة في البث الكارسينوترون، مما يسمح للمحطات الأرضية بإنتاج معلومات تتبع دقيقة عن موقع جهاز التشويش والسماح لهجومهم.

## هيكل الموجة البطيئة

(أ) توافقي الفضاء الأساسي الأمامي (ن = 0)، (ب) أساسي خلفي

يجب الهياكل الموجة البطيئة حاجة يدعم ترددات الراديو (RF) المجال الكهربائي مع عنصر الطولي. تكون الهياكل دورية في اتجاه الحزمة وتتصرف مثل مرشحات الميكروويف ذات نطاقات المرور ونطاقات الإيقاف. نظرًا لدورية الهندسة، فإن الحقول متطابقة من خلية إلى أخرى باستثناء تحول الطور الثابت Φ. إن انزياح الطور هذا، وهو رقم حقيقي بحت في نطاق مرور لهيكل غير ضياع، يختلف باختلاف التردد. وفقًا لنظرية فلوكيت (انظر نظرية فلوكيت)، يمكن وصف المجال الكهربائي للترددات الراديوية E (z، t) بتردد زاوي ω، بمجموع اللانهاية من «التوافقيات المكانية أو الفضائية» E n
{\displaystyle E(z,t)=\sum _{n=-\infty }^{+\infty }{E_{n}}e^{j({\omega }t-{k_{n}}z)}}
حيث يتم التعبير عن رقم الموجة أو ثابت الانتشار k n لكل متناسق كـ
kn = (Φ + 2nπ) / p (-π < Φ < +π)
z هو اتجاه الانتشار، p خطوة الدائرة و n عدد صحيح.
يتم عرض مثالين لخصائص دارة الموجة البطيئة، في مخطط ω-k أو ليون برويون:
- في الشكل (أ)، الأساسي n = 0 هو توافقي أمامي للفضاء ( سرعة الطور v n = ω / k n لها نفس علامة سرعة المجموعة v g = dω / dk n )، شرط التزامن للتفاعل الخلفي هو عند النقطة B، تقاطع خط المنحدر v e - سرعة الشعاع - مع أول اتجاه للخلف (n = -1) متناسق للفضاء،
- في الشكل (ب) الأساسي (n = 0) متخلف

يمكن للهيكل الدوري أن يدعم كلا من التوافقيات الفضائية الأمامية والخلفية، وهي ليست أنماطًا للمجال، ولا يمكن أن توجد بشكل مستقل، حتى لو كان من الممكن اقتران الحزمة بواحد منها فقط.
نظرًا لأن حجم التوافقيات الفضائية يتناقص بسرعة عندما تكون قيمة n كبيرة، يمكن أن يكون التفاعل مهمًا فقط مع التوافقيات الأساسية أو الأولى للفضاء.

## مذبذب الموجة الراجعة من النوع M

رسم تخطيطي لـ M-مذبذب الموجة الراجعة

يستخدم كارسينوترون من النوع M، أو مذبذب الموجة الخلفية من النوع M، المجال الكهربائي الثابت المتقاطع E والمجال المغناطيسي B، على غرار المغنطرون، لتركيز شعاع من الصفيحة الإلكترونية ينجرف عموديًا على E و B، على طول دائرة الموجة البطيئة، بسرعة E / B. يحدث التفاعل القوي عندما تكون سرعة الطور لمتناسق فضائي واحد للموجة مساوية لسرعة الإلكترون. يشارك كلا المكونين E z و E y للمجال RF في التفاعل (E y بالتوازي مع المجال E الثابت). تفقد الإلكترونات الموجودة في المجال الكهربائي المتباطئ E z للموجة البطيئة الطاقة الكامنة التي تمتلكها في المجال الكهربائي الثابت E وتصل إلى الدائرة. القطب الوحيد هو أكثر سلبية من الكاثود، وذلك لتجنب تجميع تلك الإلكترونات التي اكتسبت الطاقة أثناء التفاعل مع الفضاء التوافقي البطيء الموجة.

## مذبذب الموجة الراجعة من النوع O
يستخدم كارسينوترون من النوع O، أو مذبذب الموجة الخلفية من النوع O، شعاعًا إلكترونيًا يركز طوليًا بواسطة مجال مغناطيسي، ودائرة موجية بطيئة تتفاعل مع الحزمة. يقوم المجمع بتجميع الحزمة في نهاية الأنبوب.

### نقاء طيفي لمذبذب الموجة الراجعة والضوضاء من النوع O
مذبذب الموجة الراجعة هو مذبذب قابل للضبط للجهد، حيث يرتبط معدل ضبط الجهد الخاص به ارتباطًا مباشرًا بخصائص انتشار الدائرة. يبدأ التذبذب بتردد حيث تكون الموجة المنتشرة على الدائرة متزامنة مع موجة شحنة الفضاء البطيئة للحزمة. بطبيعتها، يكون مذبذب الموجة الراجعة أكثر حساسية من المذبذبات الأخرى للتقلبات الخارجية. ومع ذلك، فقد تم إثبات قدرته على أن يكون مغلقًا بالطور أو التردد، مما يؤدي إلى عملية ناجحة كمذبذب موضعي غير متجانس.

#### تردد الاستقرار
يتم الحصول على حساسية التردد والجهد من خلال العلاقة
{\displaystyle \Delta }f/f = 1/2 [1/(1 + |vΦ/vg|)] ({\displaystyle \Delta }V0/V0)
تردد التذبذب حساس أيضًا لتيار الحزمة (يسمى «دفع التردد»). ترجع التقلبات الحالية عند الترددات المنخفضة بشكل أساسي إلى إمداد جهد الأنود، وتعطى الحساسية لجهد الأنود بواسطة
{\displaystyle \Delta }f/f = 3/4 [ωq/ω/(1 + |vΦ/vg|)] ({\displaystyle \Delta }Va/Va)
هذه الحساسية بالمقارنة مع حساسية الجهد الكاثود، يتم تقليلها بنسبة ω q / ω، حيث ω q هو تردد البلازما الزاوي ؛ هذه النسبة هي من أجل بضع مرات 10 2 .

#### ضوضاء
أظهرت القياسات على الموجات دون المليمترية مذبذب الموجة الراجعة (دي جراو وآخرون، 1978) أن نسبة الإشارة إلى الضوضاء تبلغ 120 يمكن توقع dB لكل ميغا هيرتز في نطاق الطول الموجي هذا. في الكشف عن التغاير باستخدام مذبذب الموجة الراجعة كمذبذب محلي، يتوافق هذا الرقم مع درجة حرارة الضوضاء المضافة بواسطة مذبذب من 1000-3000 فقط ك.

## ملحوظات
1. 1 2 3 4 5 6 7 8 9 10  Microwave Principles. US Navy. سبتمبر 1998. ص. 103. مؤرشف من الأصل في 2021-04-10.
2. ↑  Gilmour، A. S. (2011). Klystrons, Traveling Wave Tubes, Magnetrons, Crossed-Field Amplifiers, and Gyrotrons. Artech House. ص. 317–18. ISBN:978-1608071852. مؤرشف من الأصل في 2021-11-25.
3. 1 2   {{استشهاد بموسوعة}}: استشهاد فارغ! (مساعدة)

## روابط خارجية
- متحف الصمام الافتراضي تومسون CSF CV6124 (آلة وايباك).